# 아스키 미디어 웍스
아스키 미디어 웍스(ASCII Media Works, 일본어: アスキー・メディアワークス)는 2008년에 일본의 출판사 미디어웍스와 아스키의 합병으로 설립된, 카도카와 퓨처 퍼블리싱의 출판부다.
대표이사 사장으로는 아스키의 사장이었던 다카노 기요시가 취임하였다.

## 연혁
- 1977년 5월 24일 - 주식회사 아스키(1대, 현재 미디어리브스) 설립.
- 1991년 6월 24일 - 주식회사 아스트로아츠 설립.
- 1992년 10월 15일 - 주식회사 미디어웍스 설립. 주부의 벗 사의 지원을 받는다.
- 1999년 - 미디어웍스와 주부의 벗 사의 제휴관계가 종료되어 미디어웍스의 발행물은 카도카와 서점을 통해 발매된다.
- 2000년 4월 1일 - 아스키(1대), 엔터테인먼트 관련 사업을 엔터브레인에 양도.
- 2002년 11월 18일 - 아스트로아츠가 〈아스키〉로 회사명을 변경하고, 아스키(1대)의 출판 사업을 양도받는다. 아스키(1대)는 미디어리브스로 회사명을 변경하고, 지주회사가 되었다.
- 2004년 3월 18일 - 가도카와 쇼텐(현재 가도카와 그룹 홀딩스)이 주식 공개구매하여 미디어리브스를 자회사화.
- 2008년 4월 1일 - 미디어웍스가 아스키를 흡수합병하고 아스키 미디어 웍스로 회사명을 변경.

## 간행물
- 전격, ASCII의 양 브랜드가 공존한다.

## 게임 소프트
아스키는 2000년에 게임 사업에서 철수하였고, 엔터브레인은 구 아스키 사(현재 미디어리브스)로부터 일부의 타이틀 만을 계승하였기 때문에 아스키 시대에 발매되었던 게임에 관해서는, 아스키 미디어 웍스는 물론 엔터브레인도 권리를 가지지 않은 경우가 있다.
닌텐도 DS
- 일곱빛깔★드롭스DS 터치로 시작하는 첫사랑 이야기 (2008년 5월 15일 발매. 회사명 변경후에 발매한 최초의 타이틀)